# Kanton Créon
Créon is een kanton van het Franse departement Gironde. Het kanton maakt deel uit van het arrondissement Bordeaux.

## Gemeenten
Het kanton Créon omvatte tot 2014 de volgende 28 gemeenten:
- Baurech
- Blésignac
- Bonnetan
- Camarsac
- Cambes
- Camblanes-et-Meynac
- Carignan-de-Bordeaux
- Cénac
- Créon (hoofdplaats)
- Croignon
- Cursan
- Fargues-Saint-Hilaire
- Haux
- Latresne
- Lignan-de-Bordeaux
- Loupes
- Madirac
- Pompignac
- Le Pout
- Quinsac
- Sadirac
- Saint-Caprais-de-Bordeaux
- Saint-Genès-de-Lombaud
- Saint-Léon
- Sallebœuf
- La Sauve
- Tabanac
- Le Tourne

Na de herindeling van de kantons bij decreet van 20 februari 2014, met uitwerking op 22 maart 2015 omvat het kanton Créon volgende gemeenten:     
- Baurech
- Bonnetan
- Camarsac
- Cambes
- Camblanes-et-Meynac
- Carignan-de-Bordeaux
- Cénac
- Créon
- Croignon
- Cursan
- Fargues-Saint-Hilaire
- Latresne
- Lignan-de-Bordeaux
- Loupes
- Madirac
- Pompignac
- Le Pout
- Quinsac
- Sadirac
- Saint-Caprais-de-Bordeaux
- Saint-Genès-de-Lombaud
- Sallebœuf
- Tresses